# Sandi Morris
Sandi Morris (Downers Grove, 8 de julho de 1992) é uma atleta norte-americana especialista no salto com vara e uma das três únicas atletas a saltar acima de cinco metros na modalidade.
Tricampeã norte-americana júnior, estreou em torneios globais adultos no Campeonato Mundial de Atletismo de Pequim 2015, onde ficou em quarto lugar. No ano seguinte, depois de uma medalha de prata no Campeonato Mundial de Atletismo em Pista Coberta, em Portland, EUA, nos Jogos Olímpicos da Rio 2016 conquistou a medalha de prata olímpica com uma marca de 4,85 m, a mesma da campeã grega Ekaterini Stefanidi mas para a qual precisou de mais tentativas para ultrapassar. Em setembro do mesmo ano, tornou-se a terceira atleta a ultrapassar os 5,00 m – e a segunda ao ar livre – durante a disputa do Memorial Van Damme, última etapa do circuito da Diamond League em Bruxelas, Bélgica.
Em 2017, conquistou nova medalha de prata, sua terceira consecutiva em campeonatos globais,  no Campeonato Mundial de Atletismo, em Londres, com uma marca de 4,75 m. Em 2018 ela conseguiu a primeira medalha de ouro ao vencer no Campeonato Mundial de Atletismo em Pista Coberta realizado em Birmingham, Inglaterra, com uma marca de 4,95 m, a melhor do ano e o recorde daquele torneio. Repetiu a prata no Mundial de Doha 2019 com um salto de 4,90 m  e novamente em Eugene 2022 – 4,85 m – acumulando três medalhas de prata em campeonatos mundiais ao ar livre.